# Liste der Biografien/Ask
Liste der Biografien |
Portal Biografien |
Personensuche
# |
A |
B |
C |
D |
E |
F |
G |
H |
I |
J |
K |
L |
M |
N |
O |
P |
Q |
R |
S |
T |
U |
V |
W |
X |
Y |
Z |
?
 
Aa |
Ab |
Ac |
Ad |
Ae |
Af |
Ag |
Ah |
Ai |
Aj |
Ak |
Al |
Am |
An |
Ao |
Ap |
Aq |
Ar |
As |
At |
Au |
Av |
Aw |
Ax |
Ay |
Az
 
Asa |
Asb |
Asc |
Asd |
Ase |
Asf |
Asg |
Ash |
Asi |
Asj |
Ask |
Asl |
Asm |
Asn |
Aso |
Asp |
Asq |
Asr |
Ass |
Ast |
Asu |
Asv |
Asw |
Asy |
Asz
Die Liste der Biografien führt alle Personen auf, die in der deutschsprachigen Wikipedia einen Artikel haben. Dieses ist eine Teilliste mit 100 Einträgen von Personen, deren Namen mit den Buchstaben „Ask“ beginnt.

## Ask
- Ask, Beatrice (* 1956), schwedische Politikerin (Moderata samlingspartiet), Mitglied des Riksdag
- Ask, Morten (* 1980), norwegischer Eishockeyspieler
- Ask, Olof (* 1982), schwedischer Handballspieler
- Ask, Sten (* 1943), schwedischer Diplomat, Botschafter in Bulgarien

### Aska
- Åskag, Maja (* 2002), schwedische Weit- und Dreispringerin
- Askalany, Gharib (* 1948), palästinensischer Schriftsteller und Pädagoge
- Askalis, westmauretanischer Herrscher
- Askamp, Eduard (1918–1999), deutscher Schwimmer
- Askamp, Gabriele (* 1955), deutsche Schwimmerin
- Askamp, Marlies (* 1970), deutsche BasketballspielerinMarlies Askamp (* 1970)

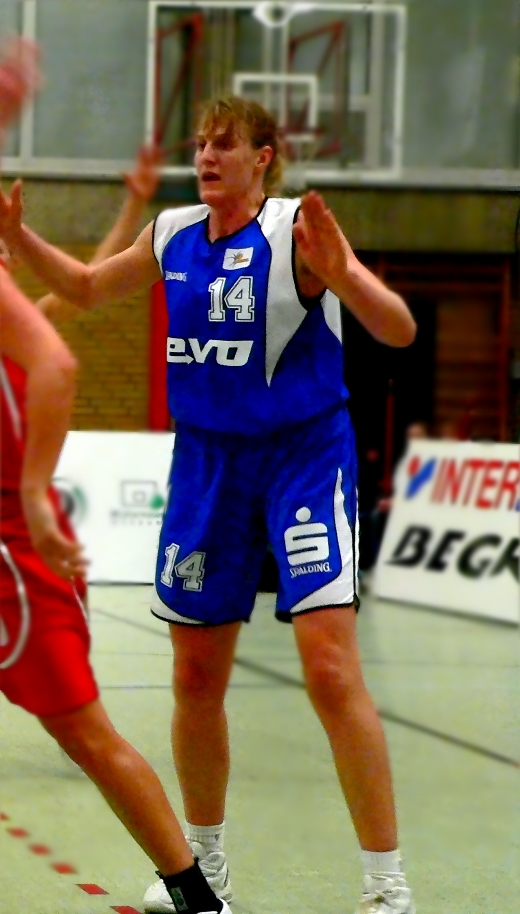
Marlies Askamp (* 1970)

- Askan, Katrin (* 1966), deutsche Schriftstellerin
- Aşkan, Kenan (* 1981), türkischer Fußballspieler
- Askanasy, Anna Helene (1893–1970), österreichisch-kanadische Schriftstellerin, Feministin und Friedensaktivistin
- Askanazy, Max (1865–1940), Schweizer Pathologe und Onkologe
- Askanazy, Selly (1866–1940), deutscher Arzt
- Askani, Bernhard (1937–2003), deutscher Geschichtsdidaktiker und Schulbuchautor
- Askar, Faiz Mohammed (* 1942), afghanischer Ringer
- Askar-Sarydscha, Chasbulat (1900–1982), lesgisch-russischer Bildhauer
- Askari, Ali (1936–1978), kurdischer Politiker und Guerillaführer im Irak
- Askari, Hossein (* 1975), iranischer Radrennfahrer
- Askari, Jafar al- (1885–1936), Offizier und irakischer Politiker
- Askari, Mohamed (* 1943), ägyptischer Musiker und Musikethnologe
- Askari, Reza (* 1986), deutscher Kontrabassist und Komponist des Modern Creative
- Askari, Rouhollah (* 1982), iranischer Hürdenläufer
- Askari, Taghi, iranischer Wasserspringer
- Askarian, Don (1949–2018), armenischer Filmproduzent, Regisseur und Drehbuchautor
- Aşkaroğlu, Şener (* 1980), türkischer Fußballspieler
- Askaros, griechischer Bildhauer
- Askarow, Asimdschan (1951–2020), kirgisischer politischer Aktivist
- Askatin, Geistlicher, Diplomat und königlicher Kanzler in Norwegen

### Aske
- Aske, Robert (1500–1537), englischer Jurist
- Askebrand, Thomas (* 1969), schwedischer Fußballtrainer
- Askehave, Marie (* 1973), dänische Schauspielerin und Sängerin
- Askenase, Stefan (1896–1985), belgisch-polnischer PianistStefan Askenase (1896–1985)

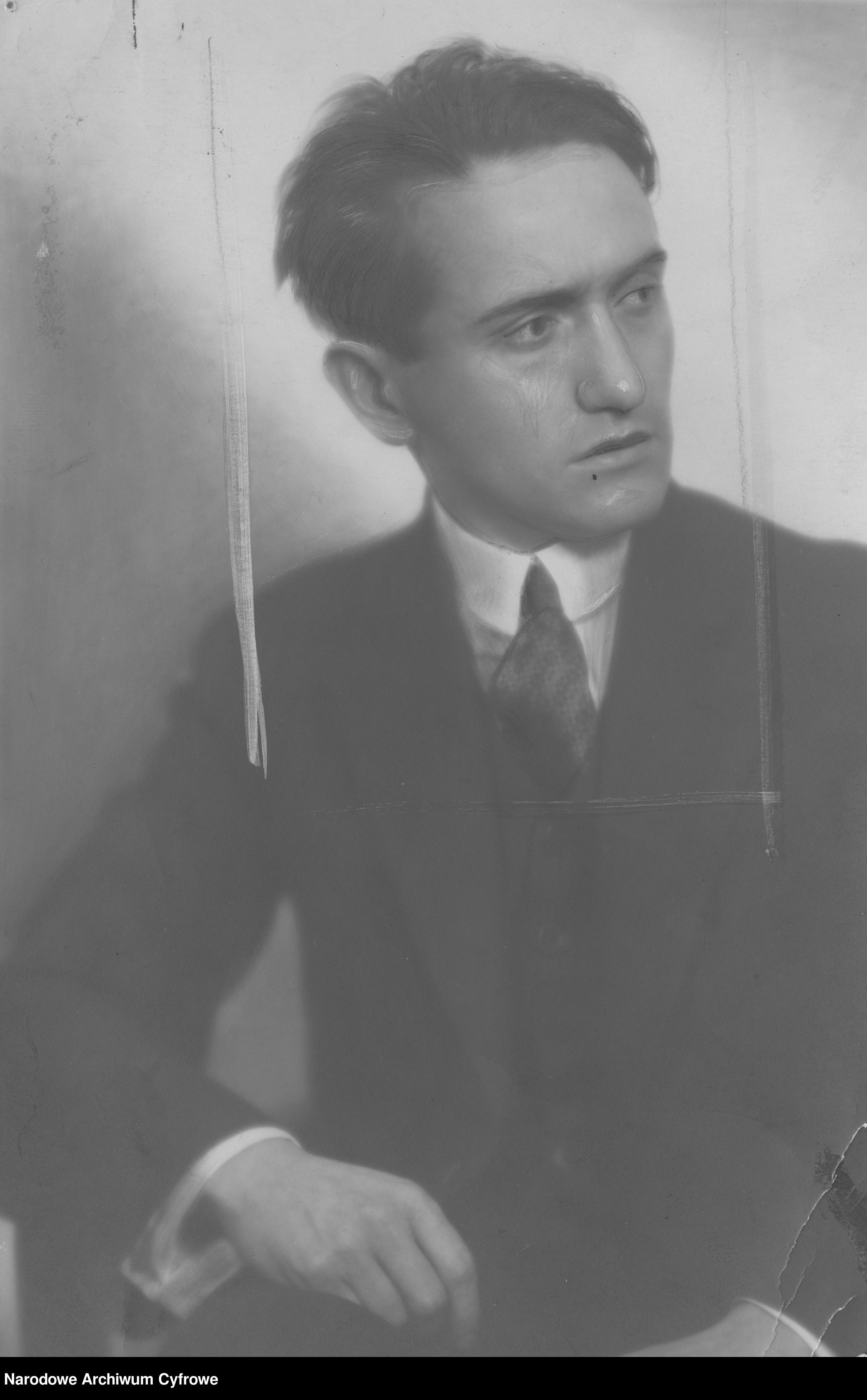
Stefan Askenase (1896–1985)

- Askenasy, Eugen (1845–1903), Biologe (Botaniker)
- Askenasy, Paul (1869–1938), deutscher Elektrochemiker
- Aškenazy, Ludvík (1921–1986), tschechischer Schriftsteller, Dramatiker und Drehbuchautor
- Askenazy, Philippe (* 1971), französischer Ökonom
- Askenazy, Szymon (1866–1935), polnischer Historiker, Politiker und Diplomat
- Asker († 1137), dänischer Geistlicher und Erzbischof von Lund
- Asker, Curt (1930–2015), schwedischer Künstler
- Aškerc, Anton (1856–1912), slowenischer Dichter und katholischer Priester
- Askersrud-Tangen, Jorun (1929–2012), norwegische Sportlerin
- Askestad, Arild (* 1987), norwegischer Biathlet
- Askevold, Anders (1834–1900), norwegischer Landschaftsmaler
- Askevold, David (1940–2008), amerikanisch-kanadischer Konzept- und Videokünstler, sowie Kunstprofessor
- Askew, Anne (1521–1546), protestantische Märtyrerin
- Askew, Dave (* 1963), englischer Dartspieler
- Askew, Luke (1932–2012), US-amerikanischer Schauspieler
- Askew, Oliver (* 1996), amerikanisch-schwedischer Automobilrennfahrer
- Askew, Reubin (1928–2014), US-amerikanischer Jurist und Politiker
- Askey, Anthea (1933–1999), britische Schauspielerin
- Askey, Arthur (1900–1982), britischer Komiker und Schauspieler
- Askey, Gil (1925–2014), US-amerikanischer Musiker (Jazztrompeter, Komponist, Filmkomponist, Arrangeur) und Musikproduzent
- Askey, Lewis (* 2001), britischer Radrennfahrer
- Askey, Richard (1933–2019), US-amerikanischer Mathematiker
- Askey, Tom (* 1974), US-amerikanischer Eishockeytorwart

### Aski
- Askia Mohammad I. († 1538), Herrscher des Songhaireichs
- Askildsen, Kjell (1929–2021), norwegischer Schriftsteller
- Askildt, Ketil (1900–1978), norwegischer Diskuswerfer und Kugelstoßer
- Askim, Per (1881–1963), norwegischer Marineoffizier und Marineschriftsteller
- Askin, Ali N. (* 1962), deutscher Musiker, Musikproduzent und Komponist
- Aşkın, Elif (* 1988), türkische Biathletin
- Aşkın, Firuz (1924–2011), türkischer Maler, Zeichner und Karikaturist
- Askin, Leon (1907–2005), österreichischer Schauspieler, Schauspiellehrer, Regisseur, Drehbuchautor und ProduzentLeon Askin (1907–2005)

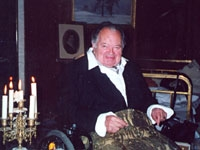
Leon Askin (1907–2005)

- Askin, Matty (* 1988), britischer Boxer im Cruisergewicht
- Askin, Robert (1907–1981), australischer Politiker, Mitglied der Legislativversammlung und Premierminister von New South Wales
- Askin, Rosemary (* 1949), neuseeländische Geologin und Hochschullehrerin
- Aşkın, Saime (* 1961), kurdisches Führungs- und Gründungsmitglied sowie Dissident der PKK
- Aşkın, Yücel (* 1943), türkischer Hochschullehrer, Autor und Dokumentarfilmer
- Askinasy, Joseph (1880–1939), ukrainisch-mexikanischer Soziologe, Schriftsteller und Journalist
- Aškinezere, Sima (* 2006), lettische Stabhochspringerin
- Askins, Barbara (* 1939), US-amerikanische Chemikerin
- Askins, Jari (* 1953), US-amerikanische Politikerin

### Askj
- Åskjell Jonsson († 1254), Bischof von Stavanger

### Askl
- Asklepiades, griechischer Mosaizist
- Asklepiades von Antiochia, Bischof von Antiochien
- Asklepiades von Bithynien († 60 v. Chr.), griechischer Mediziner in Rom
- Asklepiades von Samos, griechischer Dichter
- Asklepiades von Tragilos, griechischer Mythograph
- Asklepigenia, griechische Philosophin und Mystikerin
- Asklepiodoros, Satrap von Syrien
- Asklepiodotos, antiker griechischer Autor
- Asklepiodotos von Alexandria, spätantiker griechischer Philosoph
- Asklepios von Tralleis, spätantiker Philosoph
- Asklöf, Johanna (* 1972), finnische Orientierungsläuferin
- Asklund, Erik (1908–1980), schwedischer Schriftsteller und Drehbuchautor

### Askm
- Askmyr, Niklas (* 1990), schwedischer Snowboarder

### Asko
- Askola, Arvo (1909–1975), finnischer Leichtathlet
- Askola, Irja (* 1952), finnische Geistliche, Bischöfin des Bistums Helsinki
- Askold († 882), legendärer Waräger-Fürst
- Askoldow, Alexander Jakowlewitsch (1932–2018), russischer Regisseur und Schriftsteller
- Askoldow, Sergei Alexejewitsch (1871–1945), russischer Philosoph
- Askonas, Brigitte A. (1923–2013), britische Immunologin
- Askonas, Paul (1872–1935), österreichischer Schauspieler
- Ašković, Aleksandar (* 1997), deutscher Leichtathlet
- Aškovski, Stefan (* 1992), mazedonischer Fußballspieler

### Askr
- Askren, Ben (* 1984), US-amerikanischer MMA-KämpferBen Askren (* 1984)

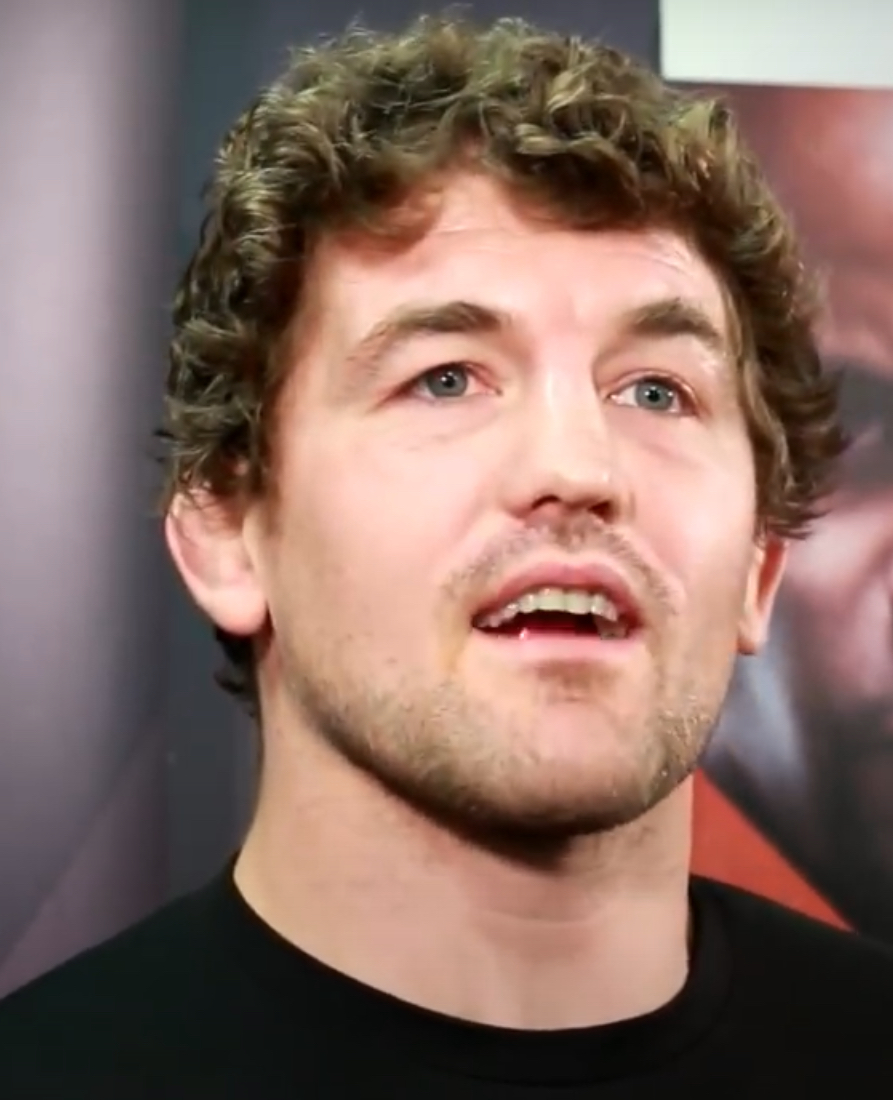
Ben Askren (* 1984)

- Askri, Khalid (* 1981), marokkanischer Fußballtorhüter

### Asku
- Askurava, Davit (* 1990), georgischer Radsportler